# Jordal Amfi (1951)
|  | Denne artikel handler om den tidligere sportshal. For den nuværende hal, se Jordal Amfi |
Jordal Amfi (adresse Jordalgt. 1) var en skøjtebane i Oslo. Det blev bygget til Oslo-OL i 1952 og blev indviet i december 1951. Hallen blev væsentligt genopbygget og fik et nyt look og dekor i forbindelse med A-verdensmesterskabet i ishockey i 1999. Hallen blev drevet af Oslo. Jordal Amfi havde 3.078 sæder og 1.372 godkendte ståpladser. I henhold til kravene i 2016 var det godkendte antal tilskuere 4 450, men arenaen havde tidligere kapacitet til langt flere. Den oprindelige tilskuerkapacitet var 11.000. Hallen havde 9 VIP-hytter inde i selve arenaen med en tilknyttet servicebygning.
Hallen blev revet ned i 2017 og en ny hal opført med samme navn. 

## Historie
Den oprindelige hal blev designet af Rinnan & Tveten og blev bygget i et tidligere mursten stenværk. Det blev derfor gravet dybt ned i terrænet, hvilket gav planten en asymmetrisk form og en særlig intim atmosfære.
Hallen var oprindeligt uden et solidt tag, men dette blev hængt op i ståltråde over anlægget og fastgjort med bardun til jorden i 1971. Hallen blev også brugt til koncerter, boksning, håndbold, innebandy og kunstskøjteløb.
I forbindelse med den traditionelle skøjtebane blev den såkaldte ungdomshal åbnet i 1989.
I 2016 blev den sidste landsholdskamp i Jordal Amfi spillet.
Hallen blev revet ned i januar 2017. En ny hal på samme sted blev indviet i 2020, Jordal Amfi